# ماري برنارد
ماري بيرنارد (بالإنجليزية: Marie A. Bernard) هي نائبة مدير المعهد الوطني للشيخوخة في معاهد الصحة الوطنية الأمريكية. عملت برنارد كرئيسة لدونالد و. رينولدز في طب الشيخوخة قبل وصولها إلى المعاهد الوطنية للصحة في عام 2008. وكانت ماري المؤسسة لقسم دونالد دبليو رينولدز لطب الشيخوخة في كلية الطب بجامعة أوكلاهوما، ورئيسة الأركان المشارك لطب الشيخوخة والرعاية الممتدة في المركز الطبي لمرضى قدامى المحاربين في مدينة أوكلاهوما.
اهتمت برنارد في أبحاثها على التغذية والأشخاص المسنين مع التركيز بشكل خاص على الأقليات العرقية.
حصلت برنارد على جائزتين وطنيتين لقيادتها لطب الشيخوخة: جائزة كينت لعام 2014 لجمعية علم الشيخوخة الأمريكية وجائزة كلارك تيبتس عام 2013 لجمعية علم الشيخوخة في التعليم العالي.

## تعليمها
حصلت برنارد على تدريبها الجامعي في كلية برين ماور عام 1972، حيث تخرجت بامتياز مع مرتبة الشرف في الكيمياء وحصلت على درجة الماجستير من مدرسة الطب بجامعة بنسلفانيا في عام 1976. تدربت في الطب الباطني في مستشفى جامعة تمبل في فيلادلفيا، بنسلفانيا، حيث عملت أيضا كمقيمة رئيسية. بعد إقامتها، واصلت بيرنارد مسيرتها المهنية في مدرسة الطب بجامعة تيمبل، حيث بدأت كمدربة في الطب، ثم عملت كأستاذ مشارك في الطب في قسم الطب الداخلي العام، ومديرة للعيادات الطبية، ومساعدة للعميد.
في عام 1990، التحقت بيرنارد بجامعة أوكلاهوما لبناء برامج التعليم والبحث في طب المسنين. حتى انتقالها إلى وكالة الاستخبارات الوطنية، كانت برنارد المديرة المؤسسة لقسم طب الشيخوخة في ولاية أوكلاهوما. بالإضافة إلى توجيهها للقسم، شغلت الدكتورة برنارد أيضًا منصب رئيس الأركان المساعد لشؤون طب الشيخوخة والرعاية الممددة في المركز الطبي لمرضى شئون المحاربين في أوكلاهوما سيتي.
حصلت برنارد على تدريب إضافي من خلال معهد أبحاث الخدمات الطبية التابع لمعهد كليات الطب الأمريكية ومركز تعليم الشيخوخة في بنسلفانيا وبرنامج التطوير التنفيذي لمدرسة وارتون.

## الإنجازات الطبية
- جائزة كينت لعام 2014، جمعية علم الشيخوخة الأمريكية (تمنح سنوياً لعضو في الجمعية «أفضل مثال على أعلى المعايير للقيادة المهنية في علم الشيخوخة»).[4]
- جائزة كلارك تيبتس لعام 2013، جمعية علم الشيخوخة في التعليم العالي (للمساهمات المتميزة في تدريس الشيخوخة وطب الشيخوخة).[5]
- جائزة Pathmakers لعام 2007، المجتمع التاريخي لمدينة أوكلاهوما.[6]
- منحة هارتفورد «كبير الباحثين القياديين»2007-2010.[7]